# Wysszaja Chokkiejnaja Liga (2017/2018)
Sezon WHL 2017/2018 – ósmy sezon rosyjskich rozgrywek Wyższej Hokejowej Ligi rozgrywany na przełomie 2017 i 2018.

## Uczestnicy
Przed sezonem 2017/2018 ligę opuściły drużyny Ariada Wołżsk, Dinamo Bałaszycha (aktualny mistrz rozgrywek), Kristałł Saratów, THK Twer. Do sezonu zostały przyjęte zespoły rosyjskie: Mietałłurg Nowokuźnieck (usunięty z rozgrywek KHL), Gorniak Uczały (mistrz juniorskich rozgrywek NMHL z 2017), CSK WWS Samara (dotąd grający w lidze WHL-B) oraz dwie ekipy z Chin: Kunlun Red Star Heilongjiang i Tsen Tou Jilin. Tym samym liczba uczestników wzrosła z 27 do 28.
| Klub                         | Miasto           | Rok zał. | Rok doł. | Drużyna KHL                | Drużyna MHL / MHL 2             | Lodowisko           | Pojem- ność |
| ---------------------------- | ---------------- | -------- | -------- | -------------------------- | ------------------------------- | ------------------- | ----------- |
| Bars Kazań                   | Kazań            | 2014     | 2014     | Ak Bars Kazań              | Irbis                           | Kazachski DS        | 3523        |
| Buran Woroneż                | Woroneż          | 1977     | 2012     |                            | Rossosz                         | DS "Jubilejnyj"     | 3040        |
| Chimik Woskriesiensk         | Woskriesiensk    | 1953     | 2015     | Spartak Moskwa             | MHK Chimik                      | Podmoskowje         |             |
| CSK WWS Samara               | Samara           | 1950     | 2017     | Łada Togliatti             |                                 | DS CSK WWS          |             |
| Czełmiet Czelabińsk          | Czelabińsk       | 1948     | 2003     | Traktor Czelabińsk         | Bielyje Miedwiedi               | PS "Mieczeł"        | 2800        |
| Dinamo Sankt Petersburg      | Petersburg       | 2013     | 2016     | HK Soczi                   | MHK Dinamo-Sankt Petersburg     | Jubileuszowy PS     | 7012        |
| Dizel Penza                  | Penza            | 1955     | 2010     | Łada Togliatti             | Dizelist                        | PSL "Temp"          | 5200        |
| Gorniak Uczały               | Uczały           | 2012     | 2017     | Awtomobilist Jekaterynburg |                                 | LA "Gorniak"        |             |
| Iżstal Iżewsk                | Iżewsk           | 1949     | 2006     | Siewierstal Czerepowiec    | Progriess Głazow                | LP "Iżstal"         | 3900        |
| Jermak Angarsk               | Angarsk          | 1958     | 2007     | Sibir Nowosybirsk          |                                 | Arena Jermak        | 6900        |
| Jużnyj Urał Orsk             | Orsk             | 1996     | 2006     | Mietałłurg Magnitogorsk    | Jużnyj Urał-Mietałłurg          | DS "Jubilejnyj"     | 4600        |
| Kunlun Red Star Heilongjiang | Harbin           | 2017     | 2017     | Kunlun Red Star            | Kunlun-Junior                   |                     |             |
| Mietałłurg Nowokuźnieck      | Nowokuźnieck     | 1949     | 2017     |                            | Kuznieckije Miedwiedi           | PS Kuźnieck         |             |
| Mołot-Prikamje Perm          | Perm             | 1948     | 2006     | Nieftiechimik Niżniekamsk  | Mołot Perm                      | UPS "Mołot"         | 7000        |
| Nieftianik Almietjewsk       | Almietjewsk      | 1965     | 2010     |                            | Sputnik Almietjewsk             | PS "Jubilejnyj"     | 2200        |
| HK Riazań                    | Riazań           | 1955     | 2007     | Łokomotiw Jarosław         |                                 | PS "Olimpijskij"    | 2700        |
| Rubin Tiumeń                 | Tiumeń           | 1995     | 2000     | Jugra Chanty-Mansyjsk      | Tiumenskij Legion               | PS Tiumeń           | 3300        |
| Saryarka Karaganda           | Karaganda        | 2006     | 2012     | Awangard Omsk              | MHK Kazakmys                    | Karagandy Arena     | 4400        |
| HK Sarow                     | Sarow            | 2002     | 2009     | Torpedo Niżny Nowogród     | Czajka Niżny Nowogród           | LD "Sarow"          | 1200        |
| SKA-Niewa                    | Kondopoga        | 2008     | 2008     | SKA Sankt Petersburg       | SKA-1946 Sankt Petersburg       | PS "Jubilejnyj"     | 7000        |
| Sokoł Krasnojarsk            | Krasnojarsk      | 1977     | 2011     | Amur Chabarowsk            | Krasnojarskie Rysi              | Arena Siewier       | 4000        |
| Sputnik Niżny Tagił          | Niżny Tagił      | 1948     | 2002     | Awtomobilist Jekaterynburg | Junior-Sputnik                  | LPS im. Sotinkowa   | 4200        |
| Toros Nieftiekamsk           | Nieftiekamsk     | 1998     | 2006     | Saławat Jułajew Ufa        | Tołpar Ufa / Batyr Nieftiekamsk | PS "Nieftiekamsk"   | 2000        |
| Torpedo Ust-Kamienogorsk     | Ust-Kamienogorsk | 1955     | 2001     | Barys Astana               |                                 | PS im. Aleksandrowa | 4400        |
| Tsen Tou Jilin               | Jilin            | 2017     | 2017     |                            |                                 |                     |             |
| Zauralje Kurgan              | Kurgan           | 1994     | 2003     |                            | Junior Kurgan                   | LPS "Mostowik"      | 2500        |
| Zwiezda Czechow              | Czechow          | 2015     | 2015     | CSKA Moskwa                |                                 |                     |             |

Legenda:

DS – Dworzec Sportowy, KS / SK – Kompleks Sportowy / Sportowy Kompleks, PS – Pałac Sportu, PSL – Pałac Sportów Lodowych, PS – Pałac Sportu, LD – Lodowy Dworzec, LK – Lodowy Kompleks, LP – Lodowy Pałac, LPS – Lodowy Pałac Sportu, UPS – Uniwersalny Pałac Sportu

## Sezon zasadniczy
W sezonie zasadniczym pierwsze miejsce zajęło Dinamo Sankt Petersburg (126 pkt.)

## Faza play-off
W finale Dinamo Sankt Petersburg pokonał SKA-Niewa w meczach 4:2.
Złoty medal zdobyło Dinamo, srebrny - SKA-Niewa, a brązowy Nieftianik.